# Conospermum ephedroides
Conospermum ephedroides är en tvåhjärtbladig växtart som beskrevs av Kipp. och Meissn.. Conospermum ephedroides ingår i släktet Conospermum och familjen Proteaceae. Inga underarter finns listade i Catalogue of Life.